# Gutiérrez Zamora (Veracruz)

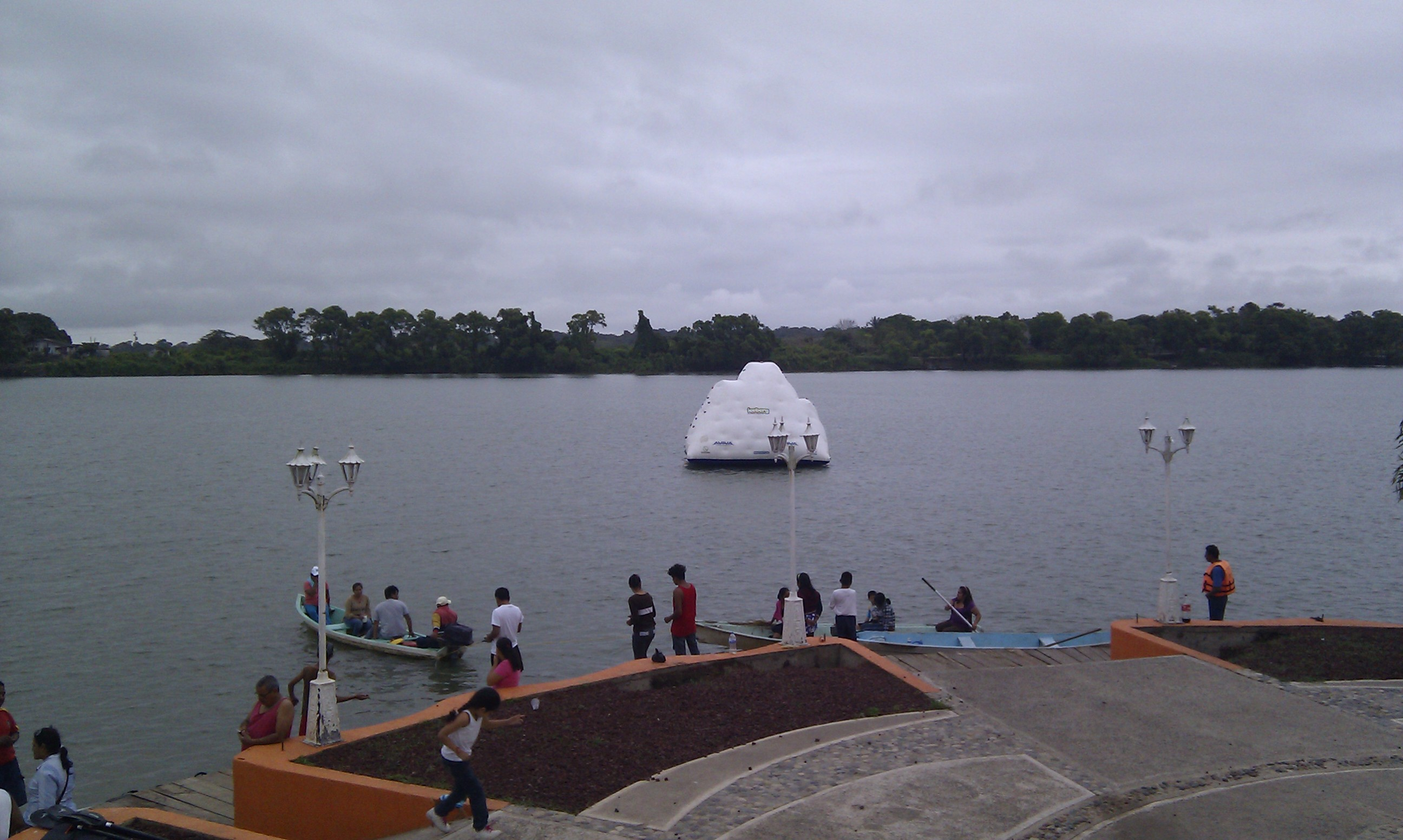
Río Tecolutla, en Gutiérrez Zamora, durante Semana Santa.

Gutiérrez Zamora es una población ubicada en el estado mexicano de Veracruz, en la región del Totonacapan, sobre la llanura costera del golfo de México al oriente de la república mexicana. 
La población (originariamente llamado Colonia Gutierrez Zamora) lleva su nombre en honor del general Manuel Gutiérrez Zamora, originario del estado de Veracruz y gobernador del mismo.
Según el Conteo de Población y Vivienda INEGI 2010, la población total del municipio es de 24,353 habitantes (Hombres 11,436 y Mujeres 12,917).

## Personajes ilustres
- Manuel Gutiérrez Zamora (1813-1861) General mexicano, gobernador y defensor del Puerto de Veracruz durante la intervención de 1847.

- Tito Junco (1915-1983) Conocido como Tito Junco. Actor de la Época de Oro de Cine Mexicano. Participó en más de 200 películas entre las que destacan Aventurera (en la que encarnó a Lucio "El Guapo" junto a  Ninón Sevilla), Islas Marías, El conde de Montecristo, Cárcel de mujeres, La Señora de Fátima, El ángel exterminador, Tiburoneros y Balún Canán.

- Víctor Junco (1917-1988) Actor de la Época de Oro de Cine Mexicano con más de 50 años de trayectoria. Ganador de un premio Ariel, tuvo la oportunidad de trabajar además en el cine de España, Francia y Estados Unidos junto a los actores más reconocidos. Su hermano fue el también actor Tito Junco.

- Alejandro Cerisola Salcido (1886-1961) Médico y revolucionario mexicano, originario de esta ciudad. Participó en la batalla del 26 de marzo de 1924 recuperando la ciudad que había sido tomada por un grupo de reaccionarios, más tarde fungió como presidente municipal de la misma.

## Historia
Durante el siglo XIX se registró una incipiente inmigración italiana, que a la postre se recuerda como la más antigua colonia Italiana en el estado de Veracruz, estos inmigrantes se asentaron en la zona con el objetivo de fundar la "colonia Modelo" en la década de los años 1850 (23 de abril de 1858). La Colonia Gutiérrez Zamora tuvo muchas dificultades inicialmente y solamente algunos colonos italianos (casi todos de la región italiana de Génova) se quedaron ahí después de diez años. Pero estos pocos italianos, que sobrevivieron las epidemias, lograron producir la preciada vainilla, que en 1920 fue un producto de exportación en el mundo.
En 1875, la congregación de Cabezos del Carmen, es renombrada como Manuel Gutiérrez Zamora, así como también el municipio de Tecolutla con cabecera municipal en Gutiérrez Zamora. A causa de las disputas posteriores, con terrenos del municipio de Tecolutla y Papantla, nace en el año de 1877 el municipio de Gutiérrez Zamora, villa y puerto, por donde habrán de salir al mundo todas las exportaciones de la preciada vainilla del cantón de Papantla.
El 6 de septiembre de 1910, el poblado de Gutiérrez Zamora, se eleva a la categoría de villa y el decreto de 2 de julio de 1977, eleva la villa, a la categoría política de ciudad.

## Fiestas populares
El 16 de julio se celebra la fiesta principal en honor de la Virgen del Carmen, patrona del lugar, con una feria agrícola, ganadera, comercial e industrial; y en el mes de mayo se realiza el torneo internacional del sábalo.
El municipio de Gutiérrez Zamora por encontrarse dentro de la región del totonacapan también tiene gran influencia dentro de los festivales de Cumbre Tajín y el foro nacional indígena, cuyos eventos son de carácter turístico-cultural y ya cuentan con gran prestigio a nivel nacional e internacional.